# Factorial esquerre
En matemàtiques, es coneix com a factorial esquerre la funció definida com {\displaystyle !n:=\sum _{k=0}^{n-1}k!}, tot i que sovint s'empra la mateixa notació per referir-se al subfactorial. Per evitar aquesta confusió, alguns autors utilitzen la notació {\displaystyle L!n:=\sum _{k=0}^{n-1}k!}. Aquesta funció fou definida per primer cop pel matemàtic iugoslau Đuro Kurepa al seu treball On the left factorial function !n l'any 1971.

## Primers termes
Els primers termes de la successió {\displaystyle a_{n}=!n}, començant en {\displaystyle n=0}, són 0, 1, 2, 4, 10, 34, 154, 874, 5914, 46234, 409114, 4037914, 43954714, 522956314, 6749977114, 93928268314, 1401602636314, 22324392524314, 378011820620314, 6780385526348314, 128425485935180314, 2561327494111820314 i 53652269665821260314. De fet, és trivial demostrar que tots els termes a partir d'{\displaystyle a_{2}} són parells.

## Expressions equivalents
El factorial esquerre pot expressar-se de manera relativament senzilla a partir de la funció gamma incompleta {\displaystyle \Gamma (a,x)} com
{\displaystyle !n={\frac {(-1)^{n}\,\Gamma (n+1,0)\,\Gamma (-n,-1)-\Gamma (0,-1)}{e}}\,}.